# Téveszmés parazitózis
A téveszmés parazitózis, vagy más néven Ekbom-szindróma, illetve régies nevén bőrférgességi téboly olyan pszichózis, amelynek áldozatai erős téveszmében szenvednek arról, hogy parazitákkal fertőzöttek, míg a valóságban ilyen paraziták nincsenek jelen a szervezetükben. Nagyon gyakran e képzeletbeli parazitákat úgy írják le a betegek mint a bőrön vagy a bőr alatt mászó rovar. Ezeknek a téveszméknek, tévhiteknek az esetek jelentős részében a bőrön illetve az alatt megtapasztalt zsibbadás érzése is alapot ad.
A téveszmés parazitózis tünetei jól elkülöníthetők a tényleges paraziták okozta bőrfertőzésektől, mint például a rühösség, illetve a Demodex-fertőzés stb.
A betegség másik neve Ekbom-szindróma, mely Karl Axel Ekbom svéd neurológustól származik, aki 1937-ben és 1938-ban megjelent tanulmányában számolt be erről a betegségről. Használják szinonimaként még a Wittmaack-Ekbom szindróma kifejezést, melyet más néven nyugtalan láb szindrómaként is ismernek. A téveszmés parazitózist és a nyugtalan láb szindrómát egyaránt kutatta Ekbom, és utóbbi betegségnél is leírta a szenvedők tüneteiről, hogy néha úgy érzik, mintha a "hangyák az ereikben" érzést élnének át; de ezek a tünetek két teljesen különböző betegséget jelölnek. Míg a nyugtalan láb esete fizikai állapotra azaz fizikai okokra vezethető vissza, addig a téveszmés parazitózis pszichés állapot.
A téveszmés parazitózisban szenvedő betegek kényszerképzeteik miatt gyakran először nem pszichiáterekhez fordulnak segítségért, hanem a bőrgyógyász, állatorvos, kártevőirtó szakemberek, vagy entomológus segítségét kérik. Mivel e betegség kényszerképzetei és tüneti kórképe szinte egyáltalán nem ismert a laikusok számára, így gyakran előfordul, hogy szakorvos hiányában a diagnosztizálás eredménytelen marad, vagy hibásan diagnosztizálják a betegséget.

## A betegség besorolása
A téveszmés parazitózist három csoportba sorolhatjuk: elsődleges és másodlagos funkcionális, valamint másodlagos szervi csoport.

### Elsődleges
A primer téveszmés parazitózis esetén a téveszmék maguk jelentik a betegség lényegi mivoltát. Ebben az esetben nincs további állapotromlás, ami az alapvető szellemi állapotot vagy a sajátos gondolkodási folyamatokat befolyásolná. A téveszmés parazitózisban szenvedő beteg tévhitekkel küzd, és aggódik az egészsége állapotáért. Ezt a fajta betegséget úgy is nevezik, hogy "monoszimptomás hipohondriás pszichózis", és néha úgy is, mint "igazi" téveszmés parazitózis. A betegség osztályozása szerint a DSM-IV-be sorolandó, azaz megfelel a "téveszmés rendellenesség, szomatikus változat" besorolásnak.

### Másodlagos funkcionális
Másodlagos funkcionális téveszmés parazitózis akkor jelentkezik, ha a téveszmék mellé más pszichiátriai állapot is társul, mint például a skizofrénia vagy a klinikai depresszió.

### Másodlagos szervi
Másodlagos szervi téveszmés parazitózis akkor jelentkezik, ha a betegség kiváltója szervi betegség vagy külső fizikai környezeti tényező, esetleg a szervezetbe jutott-juttatott anyag (orvosi beavatkozás vagy rekreáció során alkalmazott terápia stb.). A DSM-IV szerint ez megfelel a "pszichotikus zavar miatt kialakult általános egészségügyi állapot"-nak. Olyan testi-szervi betegségekről van itt szó leggyakrabban, amelyek hátterében a másodlagos szervi bántalmak téveszmés parazitózist váltanak-válthatnak ki a betegből: ilyen például a hypothyreosis, rák, agyi rendellenességek, tuberkulózis, a neurológiai rendellenességek, B12-vitamin és a cukorbetegség. Bármely olyan betegség vagy gyógyszeres kezelés képes kiváltani, növelni vagy fixálni a téveszmés parazitózist, amely zsibbadásos tünetekkel jár.
Egyéb élettani tényezők is okozhatnak zsibbadást. Ilyenek például a következők: a menopauza (azaz hormonszintcsökkenés); allergiák, valamint a kábítószerrel való visszaélés, beleértve, de nem kizárólagosan a kokain és a metamfetamin (mint az amfetaminpszichózis) fogyasztását. Úgy tűnik, hogy sok fiziológiai, illetve környezeti tényező létezik, amelyek a levegőn keresztül irritációt váltanak ki, és képesek indukálni a "bőr alatt csúszó" érzést gyakran akár egészséges emberek esetében is. Bizonyos emberek esetében azonban az érzés berögzül, és fennáll a lehetősége annak, hogy ezután kialakul a téveszmés parazitózis.

## A betegség leírása
A téveszmés parazitózisban szenvedők tünetei rendkívül változatosak lehetnek, de a leggyakrabban arról számolnak be, hogy a testükön, vagy testükben, testüregeikben paraziták másznak. Néha tényleges fizikai érzület (zsibbadás) társul ezekhez a tünetekhez . A betegségben szenvedők sérülést okozhatnak maguknak azzal, hogy igyekeznek megszabadulni a "paraziták"-tól. Egyesek képesek másokban indukálni a betegséget szuggesztióval, illetve indukált pszichózissal.
Szinte minden apró jel, elváltozás a bőrön, vagy apró tárgy vagy szennyeződés a beteg bőrén vagy annak ruháján a beteg számára úgy is értelmezhető, mint a kialakult parazitafertőzés bizonyítékai. A betegségben szenvedő gyakran kényszeresen gyűjt ilyen "bizonyítékokat", majd azokat bemutatva az egészségügyi szakemberektől kér segítséget. Ez a bemutató a leggyakrabban a "bizonyíték", vagy ahogy a szakzsargon leírja az úgynevezett "a gyufásdobozjel", mert a beteg által bemutatni szándékozott "bizonyítékok" gyakran kis tartályban, tasakban, például gyufásdobozban kerülnek bemutatásra.
Az Archives of Dermatology 2011. május 16-i számában megjelent, a Mayo Klinika 108 betegen elvégzett kutatásának tanulmánya szerint nem találtak bizonyítékot bőrfertőzésekre annak ellenére, hogy bőrbiopsziát is végeztek a betegeken. A tanulmány, amelyet 2001 és 2007 között végeztek el, arra a végkövetkeztetésre jutott, hogy az érzület, ami a betegekben bőrfertőzésre adott aggodalmat, valójában nem más, mint téveszmés parazitózis.
A téveszmés parazitózis gyakrabban fordul elő nőknél, és esetükben 40 év felett a gyakoriság sokkal nagyobb.
A Dermatology Online Journal nemrég megállapította, hogy létezik a betegségnek egy nagyon ritka formája, amit úgy neveznek, hogy a "téveszmés moly".

## A betegség kezelése
A betegség másodlagos formáinak kezelése úgy történik, hogy a primerhez kapcsolódó lelki vagy fizikai állapotokat is kezelni kell, azaz az elsődleges forma kezelése mellett kezelni kell más téveszmés rendellenességeket is, mint például a skizofréniát. A múltban pimozid volt a választandó szer. Az alkalmazandó gyógyszer megválasztásakor gyakran a tipikus antipszichotikumok jelentették a helyes gyógymódot. Jelenleg atípusos antipszichotikumokat használnak, például az olanzapint vagy riszperidont mint első vonalbeli kezelést.
Ugyanakkor az is jellemző, hogy a betegek elutasítják a diagnózist, és nagyon kevés beteg hajlandó a kezelésnek alávetni magát, annak ellenére, hogy kézzelfogható a gyógymód hatékonysága.

## Téveszmés kleptoparazitózis
A betegség egy válfaja, ahol a szenvedő úgy véli, a lakásban van a fertőzés, nem pedig a testében.

## A Morgellon-szindróma
Morgellon-szindróma néven vezette be Mary Leitao 2004-ben azt a változatát a betegségnek, melyben leírja, ahogy a bőr állapotát jellemzik a betegek. Ebben számos bőrtünetet ír le, beleértve a kúszást, harapást, és szúró érzést; izomrostok vagy a bőr alatti érzületet; és tartós bőrelváltozásokat (például kiütések vagy sebek). A legtöbb egészségügyi szakember, beleértve a legtöbb bőrgyógyászt, tekintettel a Morgellon-szindrómára úgy véli, téveszmés parazitózis áll a tünetek hátterében.  Úgy vélik, a szálak, amiket találtak a betegek testén, illetve szöveteiben, valójában textíliákról, például a ruházatról származnak.  A Morgellons Research Foundation egy nonprofit szervezet, mely érdekvédelmi szervezet is egyben. Szerintük új, fertőző betegségről van szó, amelyet a jövőbeni kutatási eredmények igazolni fognak.  Más egészségügyi szakemberek nem ismerik el a Morgellon-szindrómát mint új betegséget, vagy fenntartással kezelik azt, amíg még nem ismert a betegség kiváltó oka. Külön ez irányú nagyszabású tanulmányok születtek, melyeket a Centers for Disease Control and Prevention (CDC) és a Mayo Klinika közösen folytatott le. Ezek nem találtak fertőzésre utaló nyomokat. Ez viszont megerősítette azt a feltételezést, hogy a Morgellon-szindróma valójában a téveszmés parazitózis egyik változata. E "téveszmés fertőzés" betegségének besorolásához már felterjesztésre került az a javaslat, miszerint a Morgellon-szindrómában szenvedő betegek esetében is a téveszmés parazitózis standard gyógymódját fogadja el az orvostudomány mint választandó kezelési eljárást.

## Fordítás
- Ez a szócikk részben vagy egészben a Delusional parasitosis című angol Wikipédia-szócikk fordításán alapul.  Az eredeti cikk szerkesztőit annak laptörténete sorolja fel. Ez a jelzés csupán a megfogalmazás eredetét és a szerzői jogokat jelzi, nem szolgál a cikkben szereplő információk forrásmegjelöléseként.

## További olvasnivaló
- Berrios GE (1985). „Delusional Parasitosis and Physical Disease”. Comprehensive Psychiatry 26 (5), 395–403. o. DOI:10.1016/0010-440X(85)90077-X. PMID 4028691.
- Frances A, Munro A (1989). „Treating a woman who believes she has bugs under her skin”. Hospital and Community Psychiatry 40 (11), 1113–1114. o. PMID 2807218.
- Goddard J (1995). „Analysis of 11 cases of delusions of parasitosis reported to the Mississippi Department of Health”. Southern Medical Journal 88 (8), 837–839. o. DOI:10.1097/00007611-199508000-00008. PMID 7631209.
- Gould WM, Gragg TM (1976). „Delusions of parasitosis”. Archives of Dermatology 112 (12), 1745–1748. o. DOI:10.1001/archderm.1976.01630370033007. PMID 1008566.
- Morris M (1991). „Delusional Manifestation”. The British Journal of Psychiatry 159, 83–87. o.
- Rasmussen JE (1990). „Psychosomatic Dermatology”. Archives of Dermatology 126 (1), 90–93. o. DOI:10.1001/archderm.1990.01670250096016. PMID 2404467.
- Schrut AH, Waldron WG (1963). „Psychiatric and entomological aspects of delusory parasitosis”. JAMA 186 (4), 429–430. o. DOI:10.1001/jama.1963.63710040008018b.
- Ekbom K, Yorston G, Miesch M, Pleasance S, Rubbert S (2003). „The pre-senile delusion of infestation”. Hist Psychiatry 14 (54 Pt 2), 229–232. o. DOI:10.1177/0957154X030142007. PMID 14521159.

## Külső hivatkozások
- The Bohart Museum of Entomology; Human Skin Parasites & Delusional Parasitosis Archiválva 2012. augusztus 27-i dátummal a Wayback Machine-ben
- medical dictionary definitions of Ekbom's syndrome